# John F. Kennedy, Jr.
John Fitzgerald Kennedy, Jr., thường được gọi là John F. Kennedy, Jr. (25 tháng 11 năm 1960 – 16 tháng 7 năm 1999) là luật sư, nhà báo và nhà sản xuất thu âm người Mỹ. Ông là con trai thứ 3 trong số 4 người con của Tổng thống thứ 35 của Hoa Kỳ John F. Kennedy và đệ nhất phu nhân Jacqueline Bouvier Kennedy.
Ngày 16 tháng 7 năm 1999, Kennedy, Jr. bị thiệt mạng trong một vụ tai nạn máy bay cùng với vợ và người chị vợ của mình. Vụ tai nạn máy bay này đến nay vẫn chưa được làm rõ nguyên nhân.

## Thời thơ ấu
Chào đời chưa đầy một tháng sau khi người cha đắc cử tổng thống, John F. Kennedy, Jr. đã được công luận quan tâm từ khi còn là một trẻ sơ sinh. John đã dành ba năm đầu đời sống trong Toà Bạch Ốc. Ngày 22 tháng 11 năm 1963, cha của John, Jr. bị ám sát. Ngay trong sinh nhật lần thứ ba của mình, cậu bé đứng nghiêm chào theo quân cách chiếc quan tài phủ quốc kỳ của vị tổng thống thứ 35 của Hiệp chúng quốc Hoa Kỳ. Gương mặt trẻ thơ với đôi mắt thiên thần dõi theo hình hài người cha đang trở về với bụi đất đã trở thành hình mẫu biểu trưng cho lòng thương cảm trong suốt thập niên 1960.
Kennedy Jr. lớn lên trong khu Manhattan, Thành phố New York. Ngay từ khi còn bé, hình ảnh của cậu thường xuyên xuất hiện trên báo chí với biệt danh "John-John" mặc dù trong gia đình Kennedy không ai gọi cậu theo tên này. Mẹ cậu, Jacqueline Kennedy, kết hôn với nhà tài phiệt tàu thuyền người Hi Lạp Aristotle Onassis từ năm 1968 cho đến khi Onassis qua đời năm 1975, lúc ấy Kennedy Jr. 14 tuổi. Aristotle hầu như không có vai trò đặc biệt nào đối với tuổi thơ của John.

## Học vấn
Lúc đầu, John F. Kennedy, Jr. học tại St. David, một trường Công giáo tại thành phố New York, về sau cậu chuyển đến trường Phillips (Andover) rồi theo học tại Đại học Brown. John tốt nghiệp năm 1983 với văn bằng cử nhân chuyên ngành lịch sử. Năm 1989, John nhận văn bằng luật của trường Luật thuộc Đại học New York. John đã hai lần không qua được kỳ thi sát hạch của Luật sư đoàn New York, chỉ thành công trong lần sát hạch thứ ba.
John có cơ hội phát biểu tại Đại hội toàn quốc đảng Dân chủ năm 1988 tại Atlanta, Georgia. Từ năm 1989 đến năm 1993 John đảm nhận chức vụ phụ tá biện lý cho một Hạt thuộc thành phố New York. Năm 1995, John thành lập tạp chí George, một nguyệt san chuyên về chính trị. Sau khi John từ trần, tạp chí Hachette Filipacchi mua lại tờ báo này và tiếp tục hoạt động trong vòng một năm, nhưng vì thất bại trong việc bán quảng cáo, nên đến đầu năm 2001 tờ báo phải đình bản.
Trong suốt những năm của thập niên 1980 cho đến khi tử nạn vào tháng 7 năm 1999, Kennedy là đối tượng săn lùng của các nhà nhiếp ảnh và cũng là nhân vật xuất hiện nhiều lần tại những nơi công cộng ở khu Manhattan.
Ngày 21 tháng 9 năm 1996, Kennedy kết hôn với Carolyn Bessette, hôn lễ tổ chức trên Đảo Cumberland, Georgia. Trước đó Kennedy từng hẹn hò với Madonna, Sarah Jessicah Parker, Cindy Crawford và Daryl Hannah. Cũng có tin đồn cho rằng ông có quan hệ với Vương phi Diana, nhưng tin này không được xác nhận.

## Tử nạn
Ngày 16 tháng 7 năm 1999, Kennedy tử nạn ở tuổi 38, cùng với vợ, Carolyn Bessette Kennedy, và chị vợ, Lauren Bessette, khi chiếc máy bay loại Piper Saratoga do ông lái, số hiệu N9253N, rơi xuống Đại Tây Dương trên đường bay từ phi trường Quận Essex ở Fairfield, New Jersey, đến đảo Martha's Vineyard, nơi gia đình ông có một nhà nghỉ. Họ đến dự hôn lễ của người em họ, Rory Kennedy (con gái út của Thượng Nghị sĩ Robert F. Kennedy, dự định tổ chức vào ngày hôm sau, nhưng cuối cùng phải dời lại.
Kennedy là một phi công có số giờ bay tương đối thấp, chỉ 310 giờ, kể cả 55 giờ bay ban đêm và 36 giờ bay với chiếc Piper Saratoga công suất cao, và chỉ mới trải qua một nửa chương trình huấn luyện. Cuộc điều tra của Ban an toàn giao thông quốc gia không tìm thấy chứng cớ nào về sự hỏng hóc trong động cơ, khung sườn, hệ thống phi hành, các thiết bị điện tử hay máy móc. Họ cho rằng nguyên nhân khả dĩ của tai nạn là do "phi công mất khả năng điều khiển phi cơ khi hạ cánh xuống mặt nước vào ban đêm, vì mất định hướng không gian. Những nhân tố dẫn đến tai nạn là sương mù và bóng tối". Bản tường thuật cũng ghi nhận rằng việc mất phương hướng là hệ quả của chuyến bay VRF (phi công dựa vào khả năng quan sát bằng mắt để điều khiển máy bay) liên tục trong điều kiện thời tiết xấu là nguyên nhân thường thấy gây ra tai nạn máy bay. Phi cơ của John rơi ngay trong tầm nhìn từ ngôi nhà của ông trên đảo. Phi công Kyle Bailey, được cho là người sau cùng nhìn thấy Kennedy tại phi trường Essex County, sau đó thuật lại đã quyết định dời chuyến bay của mình đến đảo Martha's Vinyard vì cho rằng có khá nhiều sương mù. Cũng nên biết dù Kennedy trước đó đã từng thực hiện vài chuyến bay từ phi trường Essex County đến Vineyard, ông chưa bao giờ tự bay một mình vào ban đêm - điều này khiến chuyến bay trở nên nguy hiểm hơn, nhất là đối với một phi công chưa đủ kinh nghiệm bay mà không cần các thiết bị hỗ trợ như Kennedy. Huấn luyện viên phi hành của Kennedy đã đề nghị bay cùng, song Kennedy trả lời "muốn bay một mình". Người huấn luyện viên cũng thuật lại cảm giác bất an khi biết Kennedy thực hiện chuyến bay một mình và hạ cánh xuống mặt nước trong sương mù với chiếc máy bay công suất cao như thế.

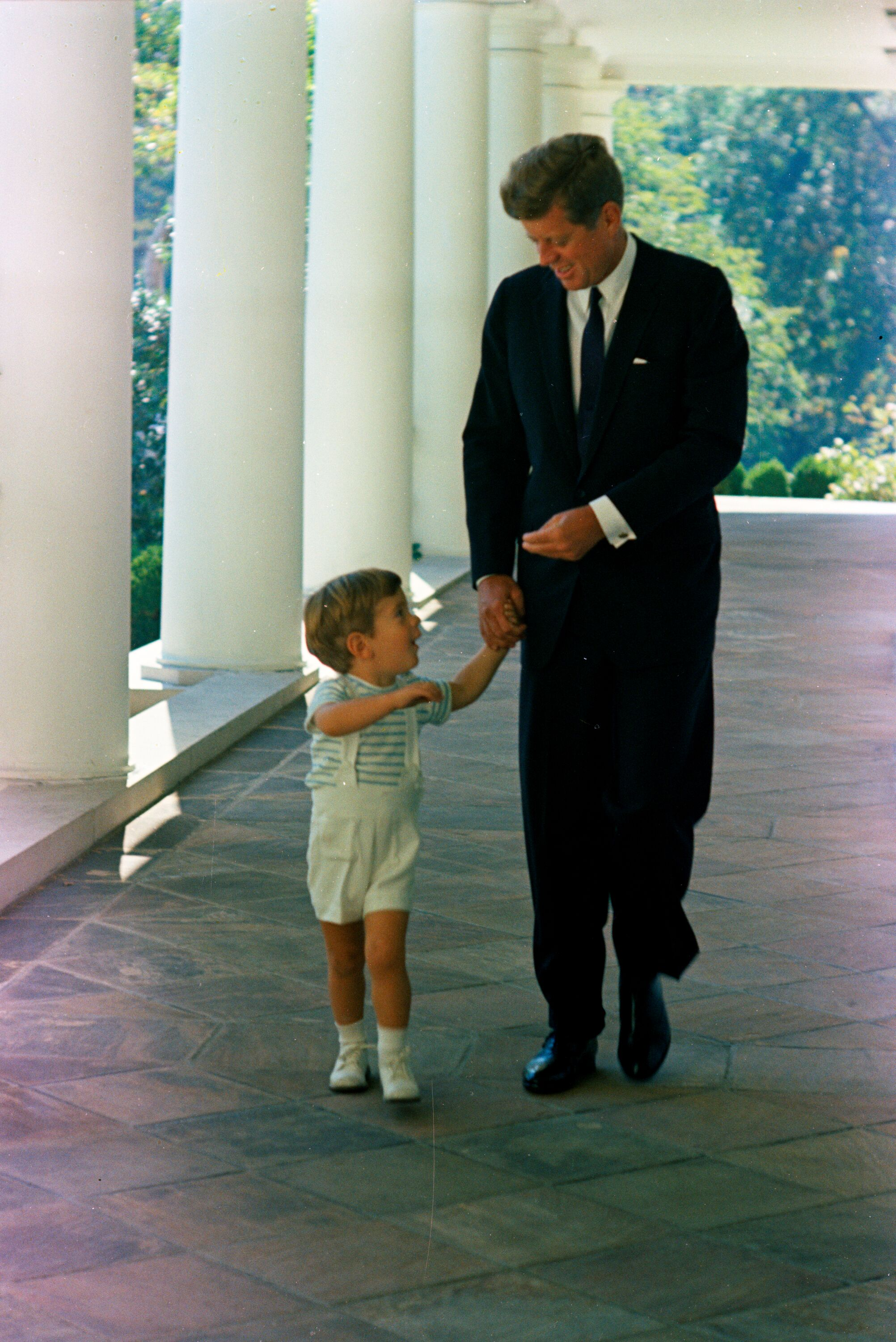
John F. Kennedy, Jr. và cha mình, John F. Kennedy, tại Tòa Bạch Ốc năm 1963.

Trong buổi lễ thương tiếc tổ chức ngày 23 tháng 7, chú của John John, Thượng Nghị sĩ Edward Kennedy (Dân chủ-Massachusetts), phát biểu "chúng ta mong muốn John Kennedy sống cho đến khi đầu bạc, với người vợ yêu dấu Carolyn bên cạnh. Song cũng giống cha mình, John được ban cho nhiều điều ngoại trừ tuổi thọ". Edward cũng so sánh cuộc hôn nhân của người cháu với nhiệm kỳ tổng thống của anh mình – kéo dài chỉ ngàn ngày. Edward cảm ơn Tổng thống Bill Clinton, đệ nhất phu nhân Hillary và con gái Chelsea đã đến dự cũng như lòng tốt của họ. Tổng thống đã ra lệnh treo cờ rũ tại Toà Bạch Ốc để tôn vinh JFK Jr. trước khi ông đến tham dự buổi tưởng niệm.
Chứng kiến một chuỗi các tai ương giáng đổ trên Gia tộc Kennedy, trong đó có cái chết thương tâm của Kennedy, Jr. và vợ, nhiều người tin rằng, định mệnh nghiệt ngã như một lời nguyền, không ngừng đeo đuổi một gia tộc lớn của Hoa Kỳ, chuyên sản sinh những người con tài hoa và thanh lịch. Trong khi nhiều người khác tin rằng những thảm kịch Gia tộc Kennedy đã hứng chịu, kể cả hai vụ ám sát đã cướp mất mạng sống của một tổng thống và một thượng nghị sĩ Hoa Kỳ, là một phần trong những âm mưu chống lại gia tộc danh giá và quyền thế này.